# Rusty Anderson

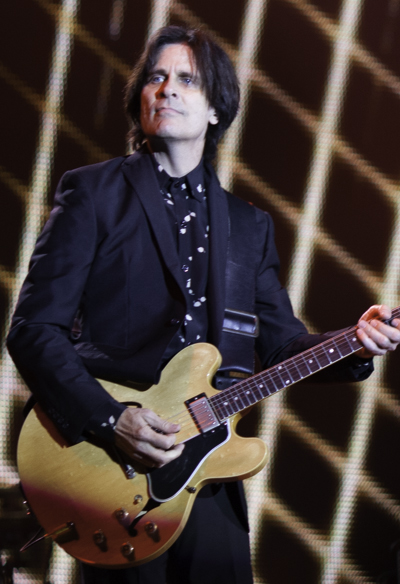
Rusty Anderson, 2014

Rusty Anderson (* 1958 in La Habra) ist ein US-amerikanischer Gitarrist. Er ist momentan Mitglied der Band von Paul McCartney. Auch Künstler wie unter anderem Elton John, The Bangles, Courtney Love und Belinda Carlisle gehören zu seinen namhaften Auftraggebern.

## Leben
Der amerikanische Gitarrist und Songwriter hat sich eine durchaus beachtliche Karriere erarbeitet.
Mit dreizehn Jahren gründete er seine erste Band, eine Hardrock-Gruppe namens Eulogy. Allerdings hatte diese keine Chancen im professionellen Musikgeschäft und löste sich, ohne eine Platte zu produzieren, auf. Bald entstand seine nächste Musikgruppe, The Living Daylights. Dem Produzenten David Khane kam eine ihrer Aufnahmen zu. Das Gitarrenspiel von Rusty Anderson faszinierte ihn und er lud ihn ein, 1986 bei einer Aufnahme für die Bangles mitzuwirken.
Rusty Anderson setzte seine Karriere als Studiomusiker unter anderem mit Stewart Copeland (The Police) und Stanley Clarke (Return to Forever) und später als Gitarrist und Songwriter der Alternative-Rock-Band Ednaswap, die in der Zeit zwischen 1995 und 1998 drei Alben produzierten, fort.
Den großen Durchbruch schaffte Anderson 2001, als er für Paul McCartneys Album Driving Rain spielte. Der Ex-Beatle engagierte ihn anschließend für seine Welt-Tournee Back in the World. Noch im selben Jahr erschien Andersons erstes Solo-Album Undressing Underwater, das unter anderem unter Mitwirkung von Paul McCartney, Stewart Copeland und David Khane entstand.

## Diskografie
Alben mit Paul McCartney
- 2001 – Driving Rain
- 2003 – Back in the U.S. (Live-Album)
- 2003 – Back in the World (Live-Album)
- 2007 – Memory Almost Full
- 2009 – Good Evening New York City (Live-Album)
- 2013 – New

Solo
- 2004 CD Undressing Underwater 2004 – Oxide Reco (Cargo Records)
- 2006 CD Undressing Underwater 2006 – Sony BMG